# Monochamus principis
Monochamus principis là một loài bọ cánh cứng trong họ Cerambycidae.